# Кубок Владимира Сальникова
Кубок Владимира Сальникова — ежегодные международные соревнования по плаванию в 25-метровом бассейне, традиционно проводимые в декабре в Санкт-Петербурге. Состязание названо в честь четырёхкратного олимпийского чемпиона Владимира Сальникова. Первый турнир «Кубок Владимира Сальникова» состоялся в 2007 году. В турнире принимают участие лучшие пловцы России и мира в соответствии с рейтингами ФИНА и Всероссийской федерации плавания. За всю историю Кубка Владимира Сальникова участниками турнира было установлено сотни рекордов разного уровня.

## Руководство проведением соревнованиями
Соревнования проводят:
Общественная организация «Всероссийская федерация плавания»; Региональная физкультурно-спортивная организация «Федерация Санкт-Петербурга по плаванию».
Содействие в организации и проведении соревнований осуществляют: Комитет по физической культуре и спорту Санкт-Петербурга; Санкт-Петербургское государственное автономное учреждение; «Центр подготовки спортивных сборных команд Санкт-Петербурга»; Некоммерческое партнерство "Содействия развитию плавания «Кубок Владимира Сальникова».
Непосредственное проведение соревнований осуществляет главная судейская коллегия (ГСК), утвержденная Всероссийской федерацией плавания.
Цель проведения соревнований состоит в популяризации и развитие плавания в России и в городе Санкт-Петербурге, повышение уровня спортивного мастерства, укрепление международных спортивных связей.

## Участники соревнований и условия проведения
К соревнованиям допускаются спортсмены мужчины старше 15 лет и женщины старше 13 лет, имеющие квалификацию не ниже мастера спорта России.
Участие в соревнованиях принимают не более 250 спортсменов по официальному рейтингу Всероссийской
федерации плавания за период с 1 января по 10 ноября года проведения состязания,
не более 50 лучших спортсменов Санкт-Петербурга и Ленинградской
области, не более 50 иностранных спортсменов по приглашению Оргкомитета и не более 10 спортсменов по индивидуальному приглашению
Оргкомитета.
Соревнования проводятся в следующих дисциплинах:
Вольный стиль: 50 м, 100 м, 200 м, 400 м, 800 м, 1500 м;
На спине: 50 м, 100 м, 200 м;
Брасс: 50 м, 100 м, 200 м;
Баттерфляй: 50 м, 100 м, 200 м;
Комплексное плавание: 100 м, 200 м;
Эстафеты: 4×100 м вольным стилем — смешанная, 4×50 м комбинированная — смешанная.

## Финансирование соревнований
Расходы по организации и проведению соревнований осуществляется за счет средств бюджета Санкт-Петербурга.
Дополнительное финансовое обеспечение, связанное с организационными расходами по подготовке и проведению соревнований, осуществляют: Всероссийская федерация плавания, региональная физкультурно-спортивная организации «Федерация Санкт-Петербурга по плаванию», некоммерческое партнерство "Содействие развитию плавания «Кубок Владимира Сальникова».
Расходы по командированию (проезд) участников соревнований обеспечивают командирующие организации.

## Таблица призовых выплат
| Виды вознаграждений                                                                    | Денежное вознаграждение (рубли) | Примечание                        |
| -------------------------------------------------------------------------------------- | ------------------------------- | --------------------------------- |
| 1 место                                                                                | 40 000                          | Для всех видов программы          |
| 2 место                                                                                | 25 000                          | Для всех видов программы          |
| 3 место                                                                                | 15 000                          | Для всех видов программы          |
| Абсолютно лучший итоговый результат соревнований по действующей таблице ФИНА (мужчины) | 300 000                         | Итоговый результат соревнований   |
| Абсолютно лучший итоговый результат соревнований по действующей таблице ФИНА (женщины) | 300 000                         | Итоговый результат соревнований   |
| Рекорд России                                                                          | 40 000                          | Только для российских спортсменов |
| Рекорд Европы                                                                          | 80 000                          |                                   |
| Рекорд мира                                                                            | 300 000                         |                                   |